# Charles Davies Sherborn
Charles Davies Sherborn (30 juin 1861 à Chelsea – 22 juin 1942) est un géologue et un naturaliste britannique.

## Biographie
Il est principalement connu pour son Index Animalium qui paraît d'abord en 1902 (réédité entre 1922 et 1933 en trente-trois volumes) est une compilation de tous les genres et de toutes les espèces du règne animal, présents ou disparus. Son ouvrage de près de 1 200 pages répertorie toute la littérature parue depuis la dixième édition de Systema Naturae de Carl von Linné (1758) jusqu'en 1800 et comporte près de 60 000 entrées.
Il travaille au British Museum de 1888 à 1942. Il est le premier président de la Society for the Bibliography of Natural History.
Sa collection philatélique, conservée aujourd'hui à la British Library, est célèbre.